# Hildegard Braukmann
Hildegard Braukmann（ヒルデガルト・ブラウクマン）は、1962年に同名のドイツ人 Hildegard Braukmannと言う女性によって設立された化粧品ブランド。

## 概要
まだ世論に「女性の居場所はキッチン」という風潮があった1933年、設立者の彼女は、周りの反対を押し切って美容師となり、「例外的な女性による例外的なビジネス」が始まった。
その後彼女は化粧品業界に身を置き、化粧品の研究開発や人の育成に力を注ぎ、化粧品普及のために意欲的に活動した。また、Hildegard Braukmann は、ドイツ政府の美容協会の理事会のメンバーとしても、化粧品概念を築き上げた存在として大きな役割を果たした。
Hildegard Braukmannは、1990年に引退、今は彼女の創業理念と共に、「Strenger家」に引き継がれた。
一時的な市場動向に流されることなく、本当に良いものだけを作る企業理念と実績が評価され、「ドイツシェアーNo.1」と言うスタンダードなブランドとして根付いている。
ドイツ製のハーバルコスメティックブランドで、日本では『Cosmetic-Japan Inc.』（東京都港区）が正規輸入販売総代理店。
日本では女性用3シリーズ、男性用3シリーズの計6シリーズのスキンケア商品が展開されている。

## 日本で発売されている化粧品
女性用
- Emosie Face（エモジー フェイス） - ハーバルスキンケアシリーズ
- Emosie Body（エモジー ボディ）- ハーバルボディ&バスケアシリーズ
- Equisit（エクイジット）- ハーバルエイジングケアシリーズ

男性用
- Braukmann Classic（ブロウクマン クラシック）- ジェントルマンズ・スキンケアシリーズ
- Braukmann Sensua Care（ブロウクマン センシュアル）- ジェントルマンズ・フレグランスシリーズ
- Braukmann Sensitive（ブロウクマン センシティブ）- ジェントルマンズ・シェービングケアシリーズ